# Aril-aldeide deidrogenasi
La aril-aldeide deidrogenasi è un enzima appartenente alla classe delle ossidoreduttasi, che catalizza la seguente reazione:
una aldeide aromatica + NAD+ + H2O ⇄ un acido aromatico + NADH + H+
Ossida diverse aldeidi aromatiche, ma non le aldeidi alifatiche.